# 行徳塩田
行徳塩田（ぎょうとくえんでん）は、江戸から近代を通じて下総国（千葉県）行徳（現在の市川市行徳地区及び浦安市）とその周辺地域に作られた塩田。関東地方で最も盛んに製塩が行なわれ、行徳塩田で作られた塩は行徳の塩と呼ばれた。

## 概要
行徳での製塩の創始は戦国時代に、後北条氏に年貢として納められていたといわれるが、もとは上総国五井で行なわれた塩焼きを本行徳村、欠真間村、湊村の3ヶ村の者が習得し、塩焼きをはじめたと伝えられており、歴史的には、五井の製塩の方が古い。
1590年（天正18年）、行徳の旧領主高城胤則（千葉氏重臣）が北条方に組した廉で所領が没収されると、江戸城に新しく入った徳川家康の所領に組み込まれた。当時は戦国の遺風が残り、家康も江戸城における籠城の際に塩を確保するために自領内での塩の安定供給に尽力しており、行徳を御手浜としてこの地の塩業を保護した。また道三堀・小名木川を整備し、行徳から江戸城までの直通水路が開削された。明和年間に行徳側が作成した『塩浜由緒書』によれば、鷹狩で東金御殿に出かける途中、行徳の塩浜をみて「軍用第一、領地一番の重宝」と述べたと伝えられている。
行徳は東金に向かう街道のルート（行徳街道）として定められ、後には江戸から成田山新勝寺への参詣ルートとなり、沿道はその宿場町として栄えた。更に徳川家光の1632年には関東代官によって現在の日本橋小網町までの航路運行が許可されて江戸と常総・利根川方面との水運の中心地となった。家康から家光までの3代の将軍は積極的に塩田開発のため資金貸付け（拝借金）を行ない、同地域の年貢は「3公7民」に抑制された替わりに塩による納税を奨励した。そのことは行徳の塩浜の面積が元禄検地の際には191町7反余・15か村、1810年代（文化末期）には136町4反余・16か村と、近世前期の方が面積は多かったことからもうかがえる。1702年（元禄15年）に実施された検地は後世「行徳検地」と呼ばれたもので、これまで江戸幕府の支配下にありながら、長年の社会通念に従って塩田＝無主地として扱われてきた行徳塩田はこれによって公式に幕府領の一部としてみなされるようになり、堤防の普請などの保護を受けやすくなった反面、1筆ごとの面積が固定化され、瀬戸内海沿岸のような生産規模の拡大が困難になった。行徳では田畑の村高（石高表示）とは別に塩田の反別高（永高表示）が把握され、これに基づいて塩浜役永（塩年貢）が賦課されることになり、1/4を塩納で、3/4は金納で納めることが定められたのもこの検地による。なお、延宝・元禄期には台風などの災害による塩田の復旧については、塩問屋などの江戸の有力商人からの借金によって賄ってきたが、1709年（宝永6年）以後幕末に至るまで、幕府による塩田や堤防の普請が行われるようになる。
元禄期に塩浜面積の多かったのは、本行徳村、両妙典村、欠真間村等で、その製塩方法は、日光で塩水を干しあげ、塩分を含んだ砂をざるかごに入れ、その上から海水を流して塩分をとり、この塩水を塩釜に入れて焼いて塩をつくるもので、海水を干しあげるためには、時期的に暑い旧暦の6月、7月が最も塩づくりに適した時期だった。一方で塩づくりは、一度雨が降ってしまうと3～4日日照りが続かなければ塩稼ぎが出来ないといわれ、天候に大きく左右された。農間余業として行なわれた塩づくりも、塩田地主というほど大きな塩浜を持つ者はおらず、大きくても2町歩弱だった。当時1反歩の塩浜で20石弱の塩が生産された。
だが、海運が整備され西国との交流が活発になると、大量の下りもの（下り塩）が江戸市場に流入するようになった。特に赤穂・斉田などの瀬戸内海産の塩（十州塩）は質・生産量ともに行徳塩を上回ったのに対して、高潮や江戸川の氾濫に度々悩まされた行徳地域では、経営規模が小さく多額の資金をかけた塩業の技術革新は困難であった。また、江戸幕府も社会の安定化に伴って年貢の金納化を進めたこともあり、1702年（元禄15年）頃には1200石の塩を幕府に納めていたのに対し、1832年（天保3年）には、わずかに250石を納めるにすぎなくなっている。それでも、下り塩は天候次第によって入荷しなくなるリスクを抱えていたこと、徳川吉宗以後再び行徳塩田の保護に力が入れられたこともあり、江戸時代を通じてほぼ3万石から4万石の生産高を維持した。幕府による塩田普請と年貢減免の正当性を訴えるために『塩浜由緒書』が作成されたのもこの時期である。また、江戸の市場で圧倒された行徳塩は利根川をさかのぼって、十州塩の勢力が及ばない北関東の内陸部や上越地方に運ばれて苦汁を抜いて桝減を無くした囲塩（古積塩）の材料として広く使用された。
1813年（文化10年）、幕府から行徳に塩会所の設置が認められると、江戸の地廻り塩問屋を介さずに積極的に販売が展開できるようになった。また、1841年（天保12年）には地廻り塩問屋の株仲間が廃止されると、棒手売と呼ばれる江戸への直接販売も積極的に行われるようになった。その後、江戸の地廻り塩問屋と行徳などの関東の生産地との間で訴訟に発展し、1866年（慶応2年）になって大師河原塩田の塩は六郷川、行徳塩田の塩は中川より内側では直接販売を行わない代わりに販売価格の基準を行徳の相場とすることで和解した。また、この時期には下り塩と行徳塩の接近が行われた。すなわち、下り塩のうち苦汁分が多いものを行徳側が買い入れて囲塩に加工して北関東に販売し、また災害時における塩年貢の不足に備えて買い入れが行われたのである。こうした行為を本来経由地である筈の江戸の下り塩問屋を経由しないことから江戸打越と称した。関東地方に入る下り塩は原則として浦賀・江戸を経由することになっていたが、幕末には浦賀から行徳を経由する塩が全体の4割を占める時期もあった。
幕末から明治にかけて農業との兼業から塩場師と呼ばれる専門の職人による作業へと移行されて遅ればせながら近代化が始まるようになり、塩焼の燃料に石炭が導入されるなどの技術革新が行われた。また、維新期の混乱で下り塩の江戸（東京）への入荷減少を補うべく東京への販売を活発化させる一方、江戸幕府による普請に代わって小菅県後に千葉県の経済的支援を受けることになった。1893年には船橋などの周辺地域の塩田も加えて「行徳製塩協同組合」が結成されて地域全体の販売力強化や技術革新に乗り出し、1900年には「千葉県行徳塩業組合」が結成された。
だが、日清戦争以後に安価な台湾産塩の流入が始まり、さらに塩の専売制度が導入されて、政府によって塩の生産調整が行われるようになると、交通・輸送手段の発達もあいまって質の劣る行徳塩田は整理の対象となった。さらに1917年の高潮（大正六年の大津波）によって行徳一帯の塩田のほぼ全部が水没する被害を受けたことによって衰退に拍車がかかった。行徳塩田は1910年から翌年にかけての第一次製塩地整理の対象からは外されたものの、1929年から翌年にかけての第二次製塩地整理の対象とされた。その結果、昭和初期には製塩をやめ、通常の農地に転換する農家が増えた。その後、戦時中に一時的に復興したものの、最後に残った塩田も1949年のキティ台風によって壊滅的な被害を受けた。
その後、市川市・浦安市の沿岸区域ともに、東京都心から至近にある・税金が都内よりも比較的低廉であったことで、塩田だった土地の埋め立てが昭和中期から進行するが、この塩田が存在する最大の理由であった少雨・乾燥の気候が評価され、湿気を嫌う業種の事業所・工場が多数立地するようになった。舞浜の東京ディズニーリゾート、市川塩浜の物流倉庫群がその最たる例である。

### 行徳塩田の面積（反別）統計
（単位:町） 
- 寛永6年　219（町）
- 元禄15年　191
- 宝永元年　179
- 享保19年　192
- 文化12年　184
- 明治13年　175
- 明治37年　115
- 大正10年　40
- 昭和4年　13
- 昭和24年　消滅

## 関連文献
- 斎藤幸雄「巻之七 揺光之部 行徳塩浜」『江戸名所図会』 4巻、有朋堂書店、1927年、294-297頁。NDLJP:1174161/152。